# Maryna Arzamasava
Maryna Aljaksandrawana Arzamasava-Katovitsj (Wit-Russisch: Марына Аляксандраўна Арзамасава, Russisch: Марина Александровна Арзамасова) (Minsk, 17 december 1987) is een Wit-Russische middellangeafstandloopster, die gespecialiseerd is in de 800 meter. Ze werd eenmaal Europese kampioene en eenmaal wereldkampioene in deze discipline. Ook nam ze tweemaal deel aan de Olympische Spelen, maar won bij die gelegenheden geen medaille.

## Biografie

### Jeugd en studie
Marina Arzamasava-Katovitsj heeft de liefde voor de atletieksport niet van een vreemde. Haar vader, Aleksandr Katovitsj, hield zich bezig met hoogspringen, terwijl haar moeder, Ravilya Agletdinova, meervoudig Sovjet-Russisch kampioene was op de middellange afstanden, Europees kampioene op de 1500 meter in 1986 en de huidige Wit-Russische recordhoudster op de 800 en 1500 m.
Toen Marina Katovich op elfjarige leeftijd haar moeder verloor als gevolg van een dodelijk verkeersongeval, verhuisde zij naar Kaliningrad, waar zij werd opgevangen door vrienden van haar moeder. Nadat zij tegen het einde van haar middelbareschoolopleiding was terugverhuisd naar haar geboorteplaats Minsk om daar haar schoolopleiding te voltooien, studeerde zij er rechten aan de faculteit Rechtsgeleerdheid van de Wit-Russische Staatsuniversiteit.
Op atletiekgebied trad Katovich voor het eerst in 2006 voor het internationale voetlicht door deel te nemen aan de wereldkampioenschappen voor junioren in Peking, waar zij aantrad voor de 800 m. Ze kwam er niet verder dan de series. 

### Eerste seniorenjaren
In 2008 nam Katovich, in haar tweede jaar bij de senioren, in Moskou deel aan de vierde en laatste editie van de wedstrijden om de Europese Indoor Cup, een in 2003 door de EAA in het leven geroepen wedstrijdserie om een internationale teamcompetitie op indoorgebied op gang te krijgen. Op de 800 m moest zij genoegen nemen met een achtste plaats. Daarna werd het enkele jaren stil rond de Wit-Russische, die trouwde met Ilya Arzamasavin, in verwachting raakte en beviel van een dochter.
In 2011 vierde zij als Marina Arzamanova haar comeback met haar deelname aan de Europese kampioenschappen voor teams in Stockholm. Hier miste ze met een vierde plaats op de 800 m op een haar het podium. Vervolgens sneuvelde ze bij de wereldkampioenschappen van 2011 in Daegu in de halve finale van de 800 m met een tijd van 2.02,13. Meer succes had ze kort daarop bij de Militaire Wereldspelen in Rio de Janeiro. Arzamasava, die een dienstverband heeft bij de Wit-Russische landmacht, won er op de 800 m een gouden medaille met een tijd van 2.01,39. Het was haar eerste overwinning op een groot, internationaal toernooi.

### EK 2012: vierde plaats wordt zilver
In 2012 werd ze aanvankelijk vierde bij de Europese kampioenschappen in Helsinki. Doordat de Russische Jelena Arzjakova werd gediskwalificeerd wegens het gebruik van verboden middelen, werd haar vierde plaats in eerste instantie opgewaardeerd naar brons. Jaren later, in 2016, werd Irina Maratsjeva, die eerder door de schorsing van haar landgenote op de tweede plaats was terechtgekomen, eveneens betrapt op het gebruik van verboden middelen, waarna ook zij uit de uitslag werd geschrapt. Hierdoor kreeg de Wit-Russische zelfs het zilver in de schoot geworpen.
Op de Olympische Spelen in Londen kwam zij vervolgens als vierde in haar serie van de 800 m net te kort om zich te kwalificeren voor de halve finale. Hier werd zij regelrecht benadeeld door de later gediskwalificeerde Jelena Arzjakova, die in dezelfde serie als tweede finishte. Zonder de aanwezigheid van de frauderende Russin zou Arzamanova bij de eerste drie zijn geëindigd en de halve finale wèl hebben gehaald.

### Europees en wereldkampioene
In 2013 won Arzamasava een bronzen medaille bij de Europese indoorkampioenschappen in Göteborg en een jaar later opnieuw brons bij de wereldindoorkampioenschappen in Sopot. In datzelfde jaar boekte zij haar eerste grote triomf door op de EK in Zürich op de 800 m naar de overwinning te snellen in 1.58,15. Hiermee trad zij in de voetsporen van haar moeder.
Het hoogtepunt van haar carrière bereikte Marina Arzamasava in 2015. Ze veroverde de wereldtitel op de 800 m bij de WK in Peking. Met een tijd van 1.58,03 versloeg ze de Canadese Melissa Bishop (zilver; 1.58,12) en Keniaanse Eunice Jepkoech Sum (brons; 1.58,18).
Bij de Olympische Spelen van 2016 in Rio de Janeiro wist Arzamasava ditmaal, in tegenstelling tot vier jaar eerder bij de Spelen in Londen, wel door te dringen tot de finale, met zowel in haar serie als halve finale tijden in de 1.58. In de finale was de Wit-Russische echter niet opgewassen tegen een ontketende Caster Semenya, die in de Zuid-Afrikaanse recordtijd van 1.55,28 naar de titel snelde. Arzamazova eindigde als zevende in 1.59,10.

### Privé
Arzanova is luitenant bij de Wit-Russische landmacht. 

## Titels
- Wereldkampioene 800 m - 2015
- Europees kampioene 800 m - 2014
- Militair wereldkampioene 800 m - 2011

## Persoonlijke records
Outdoor
| Afstand | Tijd    | Datum            | Plaats |
| ------- | ------- | ---------------- | ------ |
| 400 m   | 52,81   | 16 mei 2012      | Brest  |
| 800 m   | 1.57,54 | 27 augustus 2015 | Peking |
| 1000 m  | 2.36,0  | 4 juni 2011      | Florø  |

Indoor
| Afstand | Tijd    | Datum            | Plaats   |
| ------- | ------- | ---------------- | -------- |
| 400 m   | 53,97   | 10 februari 2012 | Mahiljow |
| 600 m   | 1.28,74 | 23 december 2011 | Minsk    |
| 800 m   | 2.00,79 | 9 maart 2014     | Sopot    |

## Prestatieontwikkeling
| Jaar | Tijd    |
| ---- | ------- |
| 2011 | 1.59,30 |
| 2012 | 1.59,63 |
| 2013 | 1.59,60 |
| 2014 | 1.58,15 |
| 2015 | 1.57,54 |
| 2016 | 1.58,36 |

## Palmares

### 800 m
- 2006: 5e in serie WK U20 in Peking - 2.09,30
- 2008: 8e Europese Indoor Cup - 2.05,47
- 2011: 4e EK team - 2.00,62
- 2011: 7e in ½ fin. WK - 2.02,13 (in serie 2.01,97)
- 2011:  Militaire Spelen - 2.01,39
- 2012: 2e in serie WK indoor - 2.02,05
- 2012:  EK - 2.01,02 (na DQ Jelena Arzjakova + Irina Maratsjeva)
- 2012: 3e in serie OS - 2.08,45 (na DQ Jelena Arzjakova)
- 2013:  EK indoor - 2.01,21
- 2013: 4e EK team - 2.02,45
- 2013: 5e in ½ fin. WK - 2.01,19
- 2014:  WK indoor - 2.00,79
- 2014:  EK - 1.58,15
- 2014:  IAAF Continental Cup - 2.00,31
- 2015:  WK - 1.58,03
- 2016: 7e OS - 1.59,10 (in serie 1.58,44)

1983 Jarmila Kratochvílová ·
1987 Sigrun Wodars ·
1991 Lilia Noeroetdinova ·
1993 Maria Mutola ·
1995 Ana Fidelia Quirot ·
1997 Ana Fidelia Quirot ·
1999 Ludmila Formanová ·
2001 Maria Mutola ·
2003 Maria Mutola ·
2005 Zulia Calatayud ·
2007 Janeth Jepkosgei ·
2009 Caster Semenya ·
2011 Caster Semenya ·
2013 Eunice Jepkoech Sum ·
2015 Marina Arzamasova ·
2017 Caster Semenya ·
2019 Halimah Nakaayi ·
2022 Athing Mu ·
2023 Mary Moraa